# Società Sportiva San Donà 1993-1994
Questa voce raccoglie le informazioni riguardanti il Società Sportiva San Donà nelle competizioni ufficiali della stagione 1993-1994.

## Rosa
| N. |                   | Ruolo | Calciatore               |
| -- | ----------------- | ----- | ------------------------ |
|    | Italia (bandiera) | A     | Alessandro Bisiol        |
|    | Italia (bandiera) | D     | Alessandro Boem          |
|    | Italia (bandiera) | A     | Julius Bonafin           |
|    | Italia (bandiera) | A     | Cristian Buscato         |
|    | Italia (bandiera) | C     | Stefano Cappelletto      |
|    | Italia (bandiera) | P     | Roberto Cecconi          |
|    | Italia (bandiera) | C     | Piergiorgio Conte        |
|    | Italia (bandiera) | D     | Massimiliano Dal Compare |
|    | Italia (bandiera) | C     | Pietro Garau             |
|    | Italia (bandiera) | C     | Roberto Giacometti       |
|    | Italia (bandiera) | C     | Giulio Giacomin          |

| N. |                   | Ruolo | Calciatore       |
| -- | ----------------- | ----- | ---------------- |
|    | Italia (bandiera) | C     | Moreno Giacomini |
|    | Italia (bandiera) | D     | Luca Gotti       |
|    | Italia (bandiera) | D     | Davide Marian    |
|    | Italia (bandiera) | A     | Adriano Meacci   |
|    | Italia (bandiera) | C     | Matteo Momentè   |
|    | Italia (bandiera) | A     | Stefano Poggi    |
|    | Italia (bandiera) | C     | Renzo Priviero   |
|    | Italia (bandiera) | D     | Alberto Rizzetto |
|    | Italia (bandiera) | C     | Omar Roma        |
|    | Italia (bandiera) | A     | Maurizio Seno    |
|    | Italia (bandiera) | D     | Davide Zanon     |